# Stedocys pagodas
Stedocys pagodas is een spinnensoort in de taxonomische indeling van de lijmspuiters (Scytodidae).
Het dier behoort tot het geslacht Stedocys. De wetenschappelijke naam van de soort werd voor het eerst geldig gepubliceerd in 2009 door Labarque et al..
hoi